# Шевченка (Парафіївська селищна громада)
Шевченка — селище в Україні, в Прилуцькому районі Чернігівської області.
Населення становить 12 осіб. Входить до складу Парафіївської селищної громади.

## Географія
Селище Шевченка знаходиться на відстані 0,5 км від села Світанок. По селу протікає пересихаючий струмок з загатою. До села примикає лісовий масив.
Поруч проходить автомобільна дорога Т 2515.

## Історія
- XVII століття - малоймовірна дата заснування як села Чубарівка. Відсутнє на детальній карті-триверстовці 1869 р.

На мапі РСЧА 1941 року - х. Чубарівка на 10 хат.
- У 1960 році перейменоване в селище Шевченка.

## Населення

### Мова
Розподіл населення за рідною мовою за даними перепису 2001 року:
| Мова       | Кількість | Відсоток |
| ---------- | --------- | -------- |
| українська | 12        | 100%     |